# Youngou
Youngou är en ort i Burkina Faso.   Den ligger i regionen Centre-Est, i den sydöstra delen av landet, 170 km sydost om huvudstaden Ouagadougou. Youngou ligger 265 meter över havet och antalet invånare är 6 343.
Terrängen runt Youngou är platt. Närmaste större samhälle är Zabré, 9,0 km nordväst om Youngou.
Omgivningarna runt Youngou är en mosaik av jordbruksmark och naturlig växtlighet. Runt Youngou är det ganska tätbefolkat, med 93 invånare per kvadratkilometer.